# Асануй-Алінс
Асануй-Алінс (ісп. Azanuy-Alins, кат. Sanui i Alins) — муніципалітет в Іспанії, у складі автономної спільноти Арагон, у провінції Уеска. Населення — 194 особи (2009).
Муніципалітет розташований на відстані близько 380 км на північний схід від Мадрида, 60 км на схід від Уески.
На території муніципалітету розташовані такі населені пункти: (дані про населення за 2009 рік)
- Алінс-дель-Монте: 14 осіб
- Асануй: 160 осіб

## Демографія
Динаміка населення (INE ):